# Ulrich Parzany
Ulrich Parzany (Essen, 24 maart 1941) is een Duits voorganger en sinds 1984 leider van de Christlicher Verein Junger Menschen, de Duitse afdeling van de YMCA. In Nederland is Parzany bekend vanwege de ProChrist-evangelisatie-actie.

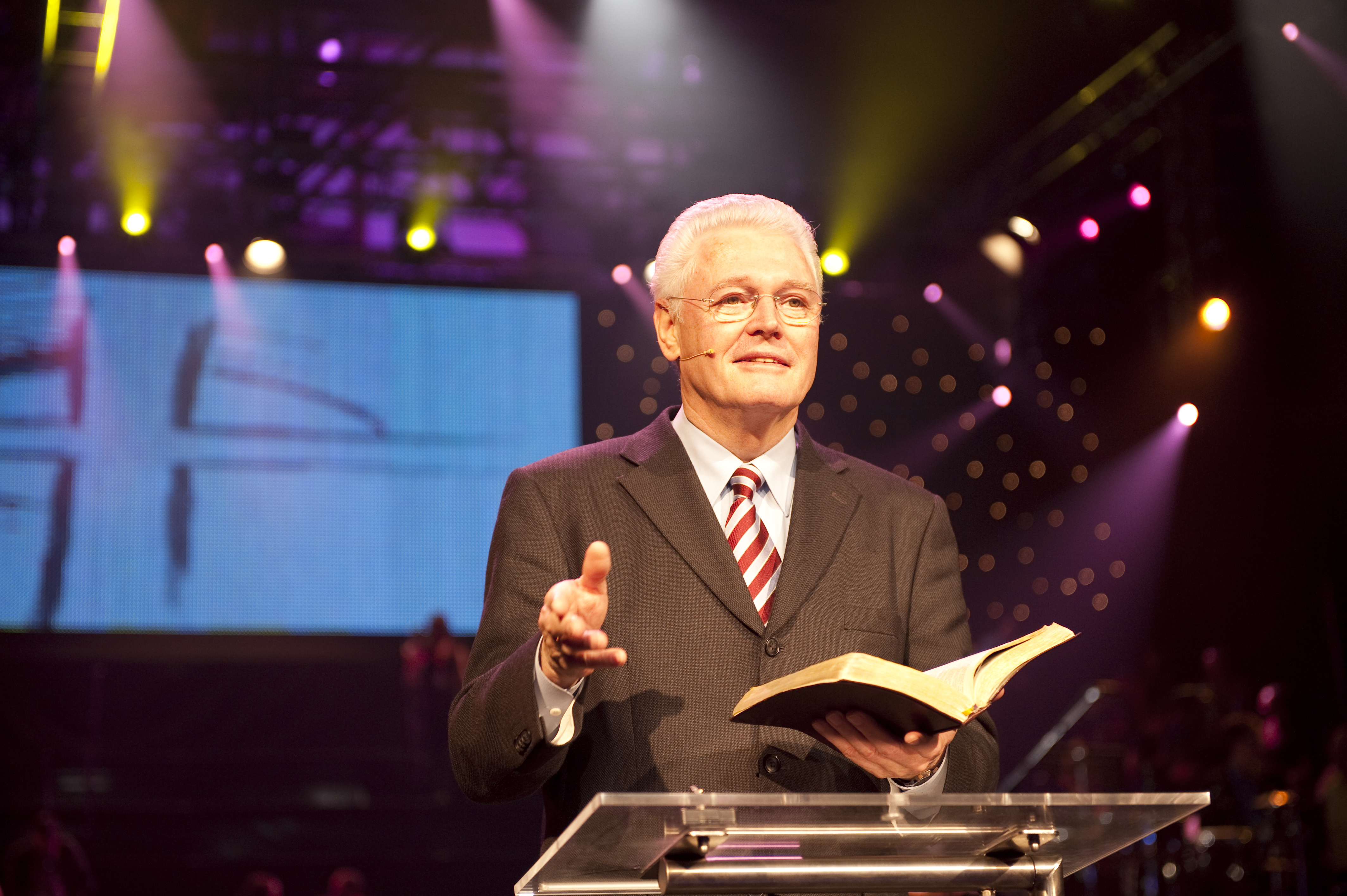
Ulrich Parzany sprekend bij ProChrist 2009

## Biografie
Ulrich Parzany is geboren tijdens de Tweede Wereldoorlog in het Duitse Essen. Op 19-jarige leeftijd studeerde Parzany Evangelische Theologie in Wuppertal, Göttingen, Tübingen en Bonn. Daar studeerde hij af in de herfst van 1964. Na zijn inwijding in mei 1967 werkte hij tot 1984 als jeugdleider bij het Weigle-Haus in zijn geboorteplaats Essen. In 1991 werden er voorbereidingen getroffen voor een grote evangelisatiecampagne. Samen met de Amerikaanse voorganger Billy Graham werd de eerste ProChrist gehouden in Essen. In Duitsland is Parzany heden ten dage bekend als televisiepersoonlijkheid. 
In 2009 verscheen bij uitgeverij  Ark Media een boek van Parzany, getiteld Er is één God... Getuigen van Christus in een multireligieuze samenleving.